# Blijf! (film)
Blijf! is een Nederlandse televisiefilm van het familiefilmgenre uit 2011 van regisseur Lourens Blok.

## Productie
Blijf! werd geproduceerd als onderdeel van de telefilms uit 2011 in opdracht van de NCRV. Op 22 januari 2011 werd hij uitgezonden bij Z@ppbios.

## Verhaal
Lieke en Milad zijn twee kinderen van 11 jaar. Ze delen elkaars geheimen en ontmoeten elkaar op een verlaten bouwterrein. Op een dag krijgt Milad te horen dat hij met zijn gezin moet terugkeren naar Iran, omdat hun verblijfsvergunning is afgewezen. Nadat protesten niet lijken te helpen neemt Lieke een journalist in de arm, aan wie zij het dossier van de familie toespeelt. Als hij niets kan doen, besluit ze Milad te zoeken die gevlucht was en daarna te vluchten naar Brussel en haar biologische vader op te zoeken om zo te voorkomen dat het gezin uitgezet kan worden. Nadat ze hem hadden gevonden hadden bracht hij ze naar huis waar Milad op het vliegtuig bij zijn familie werd gezet. Uiteindelijk wist de journalist bij het vragenuur van de tweede kamer, met als argument dat de vader van Milad bij terugkeer in Iran zou kunnen worden opgepakt, de minister op andere gedachten te brengen en mochten Milad en zijn familie toch blijven.

## Rolverdeling
| Acteur               | Personage                       | Opmerkingen                                  |
| -------------------- | ------------------------------- | -------------------------------------------- |
| Mexx Nachbar         | Lieke                           |                                              |
| Ezzaldeen Ali        | Milad Ansari                    |                                              |
| Maike Meijer         | Sandra                          | Moeder van Lieke                             |
| Egbert-Jan Weeber    | Chris de Leeuw                  | Journalist                                   |
| Farhad Foroutanian   | Omid Ansari                     | Vluchteling uit Iran (Milads vader)          |
| Nasrin Ghasemzadeh   | Forough Ansari                  | Geëmancipeerde Iraanse vrouw (Milads moeder) |
| Sonya Arab Ovisi     | Roya Ansari                     | Milads oudste zus                            |
| Nurgül Çobanöglu     | Rana Ansari                     | Milads tweede zus                            |
| Axel Daeseleire      | Luc                             | Vader van Lieke                              |
| Bart Klever          | Hoofdredacteur                  |                                              |
| Arnoud Bos           | Rademakers                      |                                              |
| Mike Reus            | Meester                         |                                              |
| Damson Wilde         | Sheila                          |                                              |
| Hiske van der Linden | Minister van Vreemdelingenzaken |                                              |
| Gwen Albers          | Stewardess                      |                                              |
| Hossein Mardani      | Kamerlid                        | (onvermeld)                                  |
| Harpert Michielsen   | Kamerlid                        | (onvermeld)                                  |
| Nartan Meerlo        | Anneke                          | (onvermeld)                                  |
| Burt Rutteman        | Vrachtwagenchauffeur            | (onvermeld)                                  |
| Sabine Soetanto      |                                 | (onvermeld)                                  |
| Ferdi Stofmeel       | Bewaker Vertrekcentrum          | (onvermeld)                                  |
| Robert van der Ree   | Politieagent                    | (onvermeld)                                  |
| Geerteke van Lierop  | Nieuwslezeres                   | (onvermeld)                                  |

## Prijzen en nominaties
| jaar | Festival              | prijs                       | categorie   | genomineerde(n) | informatie | uitslag  |
| ---- | --------------------- | --------------------------- | ----------- | --------------- | ---------- | -------- |
| 2012 | Giffoni Film Festival | Amnesty International Award | +10 section |                 |            | Gewonnen |